# Věra Dragounová
Věra Dragounová (24. března 1925 – ???) byla česká a československá politička Komunistické strany Československa a poslankyně Sněmovny lidu Federálního shromáždění za normalizace.

## Biografie
K roku 1971 se profesně uvádí jako ekonomka. Ve volbách roku 1971 byla zvolena do Sněmovny lidu Federálního shromáždění (volební obvod č. 25 – Nymburk, Středočeský kraj). Ve FS setrvala do konce funkčního období, tedy do voleb roku 1976.